# Luis Londoño
Luis Londoño (Carepa, Antioquia, Colombia; 30 de diciembre de 1989) es un futbolista colombiano. Juega de centrocampista.

## Clubes
| Club                | País                | Año                 | Partidos | Goles |
| ------------------- | ------------------- | ------------------- | -------- | ----- |
| Alianza Petrolera   | Colombia            | 2011 - 2012         | 79       | 4     |
| Valledupar F.C.     | Colombia            | 2013 - 2017         | 139      | 2     |
| Total en su carrera | Total en su carrera | Total en su carrera | 218      | 6     |

## Palmarés

### Campeonatos nacionales
| Título    | Club              | País     | Año  |
| --------- | ----------------- | -------- | ---- |
| Primera B | Alianza Petrolera | Colombia | 2012 |